# KM-SAM
El KM-SAM, que també es coneix com a Cheolmae-2 o Cheongung o M-SAM, és un sistema de míssils de superfície aèria (SAM) de Corea del Sud, desenvolupat per l'Agència per al Desenvolupament de la Defensa (ADD) amb suport tècnic d'Almaz-Antey i Fakel, basats en la tecnologia del míssil 9M96 usat en sistemes de míssils S-350E i S-400.

## Disseny i desenvolupament
Una bateria completa consta de fins a sis llançadors de muntadors per a transportadors de 8 cèl·lules (TELs), una matriu passiva digitalitzada de banda X de banda multifuncional (banda basada en la de la S-400 russa), i una matriu digital escanejada electrònica (PESA). un vehicle de comandament contra incendis. El radar funciona a la banda X, gira a una velocitat de 40 rpm i cobreix fins a 80 graus d'elevació.
El KM-SAM és el nivell mitjà del sistema de defensa aeri i antimíssils de tres nivells de Corea del Sud. Tot i que va ser desenvolupat a Rússia per l'Almaz Design Bureau amb l'assistència de Samsung Thales, LIG Nex1 i Doosan DST, la localització i la industrialització es van fer a Corea del Sud suficient per considerar-lo un sistema indígena. El Cheongung (Falcó de ferro) pot interceptar objectius fins a una altitud de 15 km (49.000 peus) en un abast de 40 km. Ha de substituir les bateries MIM-23 Hawk actualitzades a Corea del Sud i estarà disponible per a la seva exportació. Almaz-Antey va continuar amb el programa després de transferir prototips i crear una versió distintament russa anomenada sistema de míssils Vityaz.
La Força Aèria de la República de Corea va revelar a mitjans del 2015 que el KM-SAM entraria aviat a la producció massiva i començaria a lliurar-se a la Força Aèria aquell setembre, substituint el míssil Hawk que havia estat al servei coreà des de 1964, que l'exèrcit dels Estats Units va retirar el 2002. El sistema pot interceptar fins a sis objectius simultàniament, i els míssils tenen capacitats anti-electròniques de guerra per seguir funcionant malgrat l'embús. El sistema va superar la prova de verificació dels requisits operatius de l'exèrcit el juliol de 2015 i va començar a desplegar-se a principis del 2016 a prop de la frontera marítima amb Corea del Nord al Mar Groc.
A l'abril del 2017, els oficials militars de Corea del Sud van revelar que un sistema de defensa de míssils de baix nivell basat en el Cheongung estava en la fase final del desenvolupament. Modificant l'estàndard SAM amb la tecnologia de cops per matar, permet interceptar els míssils balístics entrants a altituds de aproximadament 20 km. La producció massiva està prevista que comenci el 2018 amb el desplegament el 2019.

### Desenvolupament posterior
El Cheolmae 4-H L-SAM havia de ser un interceptor de nivell superior dissenyat per enderrocar míssils balístics. Es tractava d'oferir capacitats similars a les del míssil de Defensa de l'Àrea de l'Altitud del Terminal Americà amb un abast de 150 km i un sostre de 61 km. Els nivells de rendiment havien de ser dues vegades superiors als míssils Patriot i Cheolmae II, i s'esperava que es basés en la tecnologia S-400 russa.
L'ADD té previst desenvolupar encara més la M-SAM com a míssil anti-balístic similar al Patriot PAC-3, amb un rang augmentat de 100–150 km (62–93 milles) i una cobertura d'altitud de 30 km.
El míssil de defensa aèria de gamma mitjana Cheolmae-2 es podrà llançar des del sistema de llançament vertical coreà (K-VLS) a bord de les fragates de la classe Daegu en un rol naval.

### Accidents
El 18 de març de 2019 es va produir un accident quan es va disparar un míssil durant el manteniment prop de la base aèria de Chuncheon.